# Otmar Brix
Otmar Brix (* 16. Juli 1944 in Wien; † 26. Juli 2003 in Barcelona) war ein österreichischer Konsulent, Sportfunktionär und Politiker (SPÖ). Brix war von 1994 bis 2001 Abgeordneter zum österreichischen Nationalrat. Brix starb 2003 an einem Herzinfarkt, als er als Präsident des Verbandes österreichischer Schwimmvereine die Schwimmweltmeisterschaften 2003 in Barcelona besuchte.

## Biografie
Brix besuchte von 1950 bis 1958 die Volks- und Hauptschule und erlernte von 1958 bis 1961 den Beruf des Radiomechanikers. Er leistete von 1963 bis 1964 den Präsenzdienst ab. Brix arbeitete von 1958 bis 1970 als Radiomechaniker. Er war von 1970 bis 1980 kaufmännischer Angestellter und Abteilungsleiter und von 1980 bis 1988 Bezirkssekretär der SPÖ Wien-Simmering. Zwischen 1988 und 1991 war Brix als Stellvertretender Landesparteisekretär der SPÖ Wien beschäftigt, zwischen 1991 und 1995 war er erneut Angestellter und ab 1995 Konsulent.
Brix war zwischen 1978 und 1985 Bezirksrat in Simmering und wechselte 1985 bis 1994 in den Wiener Landtag und Gemeinderat. Zwischen 7. November 1994 und dem 8. Mai 2001 vertrat er die SPÖ im Nationalrat und wirkte danach bis zu seinem Tod als Bezirksvorsteher von Simmering.
Innerparteilich war Brix zwischen 1973 und 2003 Sektionsvorsitzender der SPÖ in Simmering und Mitglied des Bezirksparteivorstandes. Zudem war er von 1989 bis 2003 Stellvertretender Bezirksparteivorsitzender. Neben seiner politischen Tätigkeit war Brix von 1994 bis 2003 Vorstandsmitglied des Österreichischen Olympischen Comités und von 1989 bis 2003 Präsident des Verbandes österreichischer Schwimmvereine. Er wurde auf dem Simmeringer Friedhof bestattet.

## Ehrungen

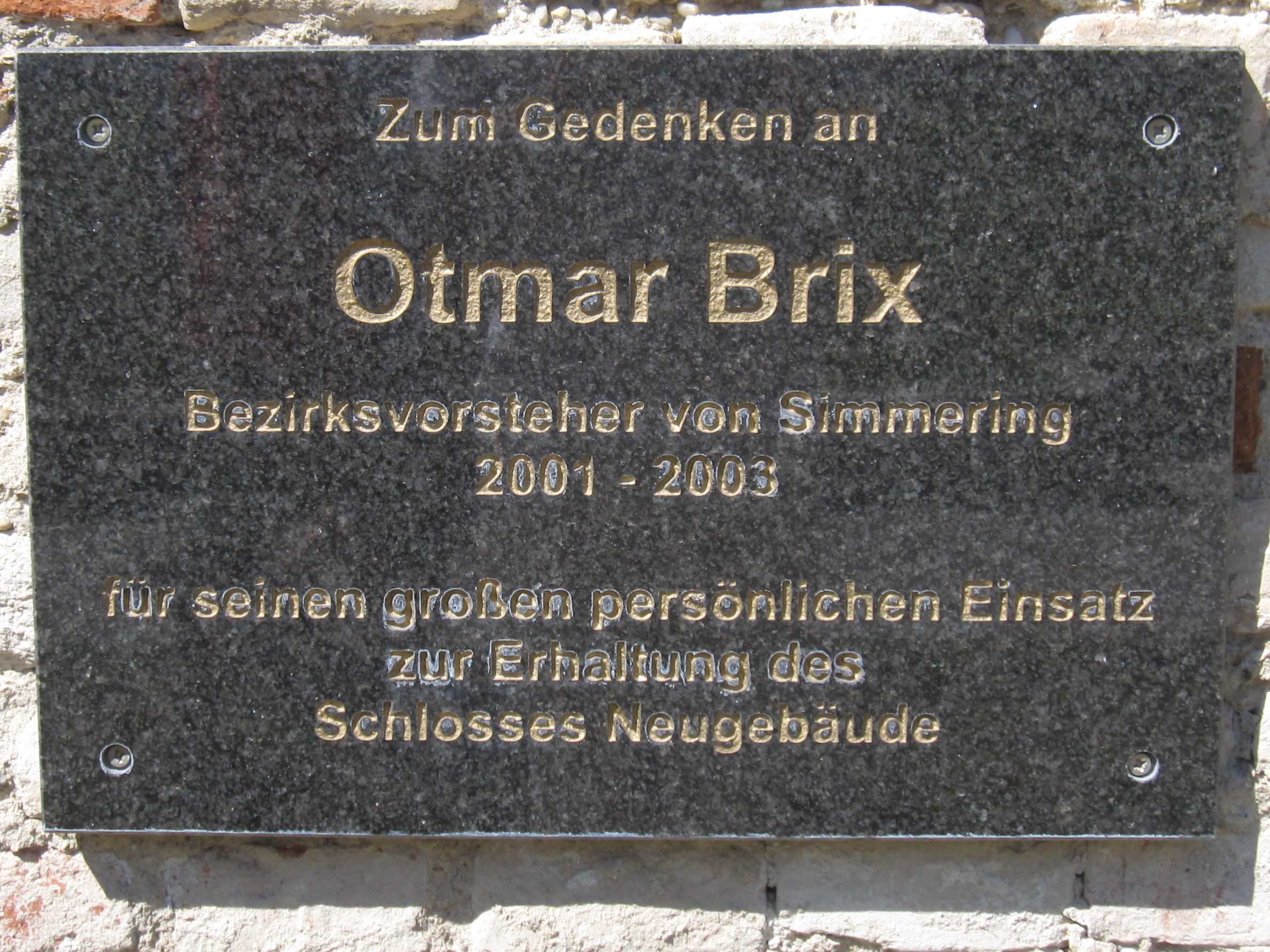
Gedenktafel für Otmar Brix am Schloss Neugebäude

Brix war Träger des Großen Goldenen Ehrenzeichen für Verdienste um die Republik Österreich. Nach seinem Tod wurde 2004 in Simmering die Otmar-Brix-Gasse bei Schloss Neugebäude, für dessen Revitalisierung er sich eingesetzt hatte, nach ihm benannt. 2005 wurde in Simmering ein Studentenheim in Kombination mit einem Wohnprojekt als Otmar-Brix-Anlage eröffnet.